# Russian Imperial Stout

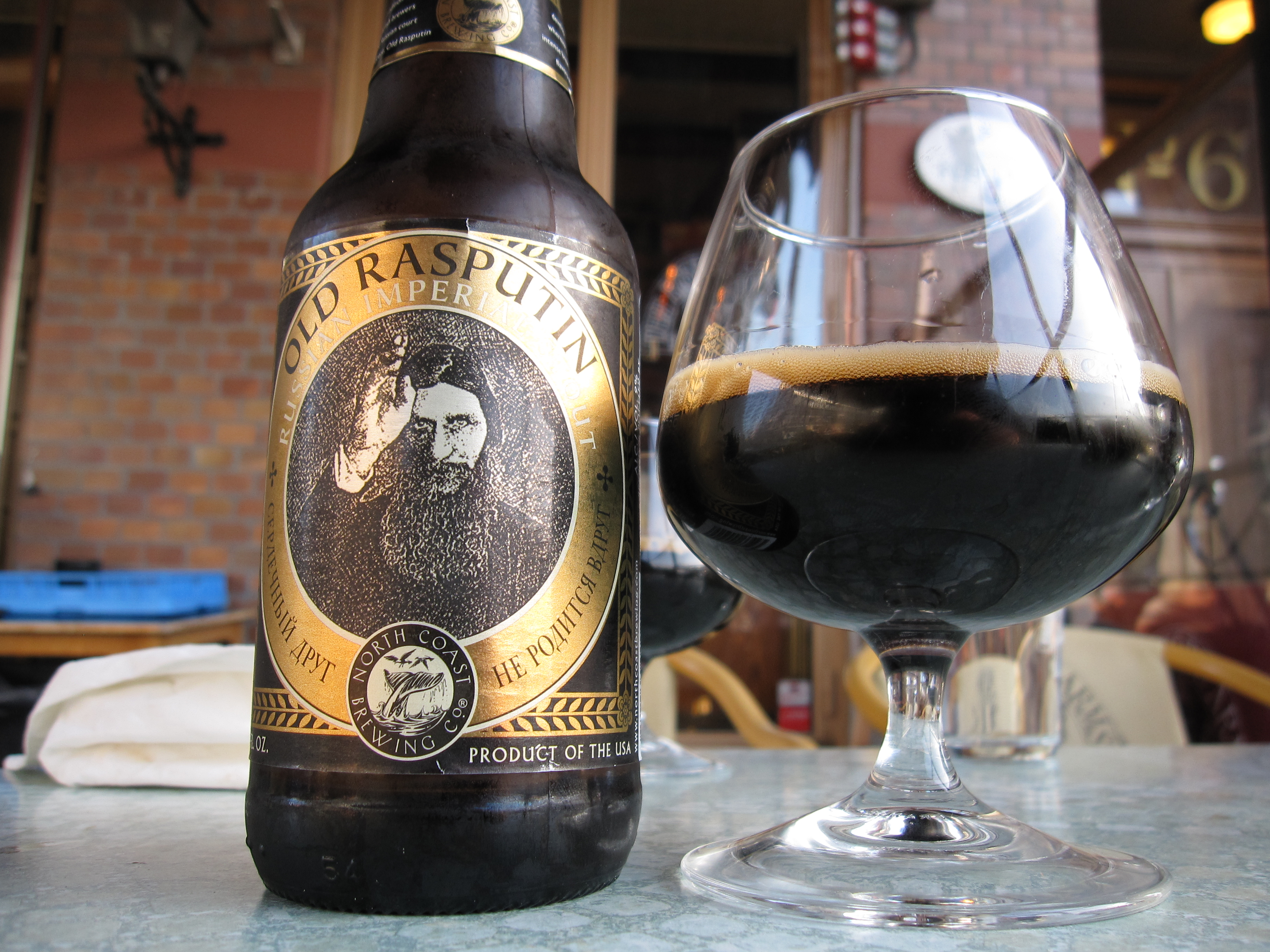
Exemplo de Russian Imperial Stout

Imperial stout, também conhecido como Russian Imperial Stout, é uma cerveja forte escura ou stout no estilo que foi criado no século XVIII pela cervejaria de Thrale em Londres, Inglaterra para exportação para a corte de Catarina II da Rússia. Em 1781 a cervejaria mudou de mãos e a cerveja ficou conhecida como Barclay Perkins Imperial Brown Stout. Quando a cervejaria foi comprada pela cervejaria Courage, o cerveja foi rebatizada como Coragem Imperial Russo Stout (RIS). Tem um conteúdo de álcool geralmente acima de  9% abv.

## References
1. ↑  John Pudney (1971). A draught of contentment: the story of the Courage Group. [S.l.: s.n.]
2. ↑  Alcohol and Temperance in Modern ... - Google Book Search. [S.l.]: books.google.co.uk. 2003. ISBN 978-1-57607-833-4. Consultado em 13 de março de 2009